# Amaro Antunes
Amaro Manuel Raposo Antunes (* 27. November 1990 in Vila Real de Santo António) ist ein ehemaliger portugiesischer Straßenradrennfahrer.

## Sportlicher Werdegang
Amaro Antunes wurde 2008 portugiesischer Meister im Einzelzeitfahren und im Straßenrennen der Juniorenklasse. Im nächsten Jahr gewann er eine Etappe bei der Vuelta a Palencia und wurde dort Vierter der Gesamtwertung. 2010 war er mit seinem Team beim Mannschaftszeitfahren der Volta às Terras de Santa Maria Feira erfolgreich.
Von 2011 bis 2016 fuhr Antunes für verschiedene portugiesische UCI Continental Teams. 2016 gewann Antunes die Bergwertung der Volta ao Alentejo. Im Jahr darauf gelangen ihm mehrere Erfolge, von denen ihm ein Teil nachträglich aberkannt wurde: Er entschied eine Etappe der Algarve-Rundfahrt für die und die erste Austragung der Classica da Arrabia. Bei der Portugal-Rundfahrt gewann er eine Etappe und beim Grande Prémio Internacional de Torres Vedras die Gesamtwertung.
Zur Saison 2018 erhielt Antunes einen Vertrag beim polnischen UCI Professional Continental Team CCC Sprandi Polkowice, bei dem er zwei Jahre Mitglied war. Im ersten Jahr gewann er die letzte Etappe der Tour of Małopolska und sicherte sich damit auch den Gewinn der Gesamtwertung. 2019 nahm er mit dem Giro d’Italia einmalig an einer Grand Tour teil, dabei kam er bei der Bergankunft der 19. Etappe als Dritter ins Ziel.
Zur Saison 2020 kehrte Antunes zu seinem vorherigen Team W52-FC Porto zurück. in den Jahren 2020 und 2021 gewann er jeweils die Gesamtwertung der Portugal-Rundfahrt. Im Zuges des Dopingskandals um das Team W52-FC Porto war Antunes der achte Sportler des Teams, der des Dopings überführt wurde und durch die UCI für vier Jahre gesperrt wurde. Bereits nach der vorläufigen Suspendierung hatte er seinen Rücktritt vom Radsport erklärt.

## Erfolge
2008
- Gesamt-, Berg- und Punktewertung sowie zwei Etappen Portugal-Rundfahrt (Junioren)
- Portugiesischer Meister – Einzelzeitfahren (Junioren)
- Portugiesischer Meister – Straßenrennen (Junioren)

2011
- eine Etappe Coppa delle Nazioni

2016
- Bergwertung Volta ao Alentejo

2017
- eine Etappe Algarve-Rundfahrt
- Classica da Arrabia
- Gesamtwertung, eine Etappe, Punktewertung und Bergwertung Grande Prémio Internacional de Torres Vedras
- eine Etappe und Bergwertung Portugal-Rundfahrt

2018
- Gesamtwertung und eine Etappe Tour of Małopolska
- Mannschaftszeitfahren Sibiu Cycling Tour

2020
- Gesamtwertung und eine Etappe Portugal-Rundfahrt

2021
- Gesamtwertung Portugal-Rundfahrt

## Grand-Tour-Platzierungen
| Grand Tour            | 2019 |
| --------------------- | ---- |
| Giro d’ItaliaGiro     | 54   |
| Tour de FranceTour    | –    |
| Vuelta a EspañaVuelta | –    |